# 삼전역
삼전역(三田驛, Samjeon station)은 서울특별시 송파구 잠실본동, 삼전동에 위치한 서울 지하철 9호선의 전철역이다.

## 역사
- 2018년 8월 9일: 삼전역으로 역명 확정[1]
- 2018년 12월 1일: 서울 지하철 9호선 3단계 개통과 함께 영업 개시[2]

## 역 구조
역사는 대합실이 지하 1층, 승강장이 지하 2층으로 이루어져 있는 지하역이다.

### 승강장
2면 4선의 상대식 승강장으로 되어 있으며, 스크린도어가 설치되어 있다. 가운데 2선은 급행열차 통과선이 설치되어 있으나, 급행열차가 일반열차를 추월하지 않는다.
일반열차의 중간 시종착역임에도, 이 역에서는 열차가 주박하지 않고 사평역에서 주박한다.
| 종합운동장 ↑ |
| \| 하        |
| ↓ 석촌고분   |

| 하행 | ● 서울 지하철 9호선 | 일반 종합운동장 · 신논현 · 노량진 · 개화 방면 |
| 상행 | ● 서울 지하철 9호선 | 일반 석촌 · 올림픽공원 · 중앙보훈병원 방면    |

## 역 주변
- 잠실본동행정복지센터
- 서울잠전초등학교
- 서울삼전초등학교
- 삼전동행정복지센터
- 송파구민회관
- 송파구의회

## 사진

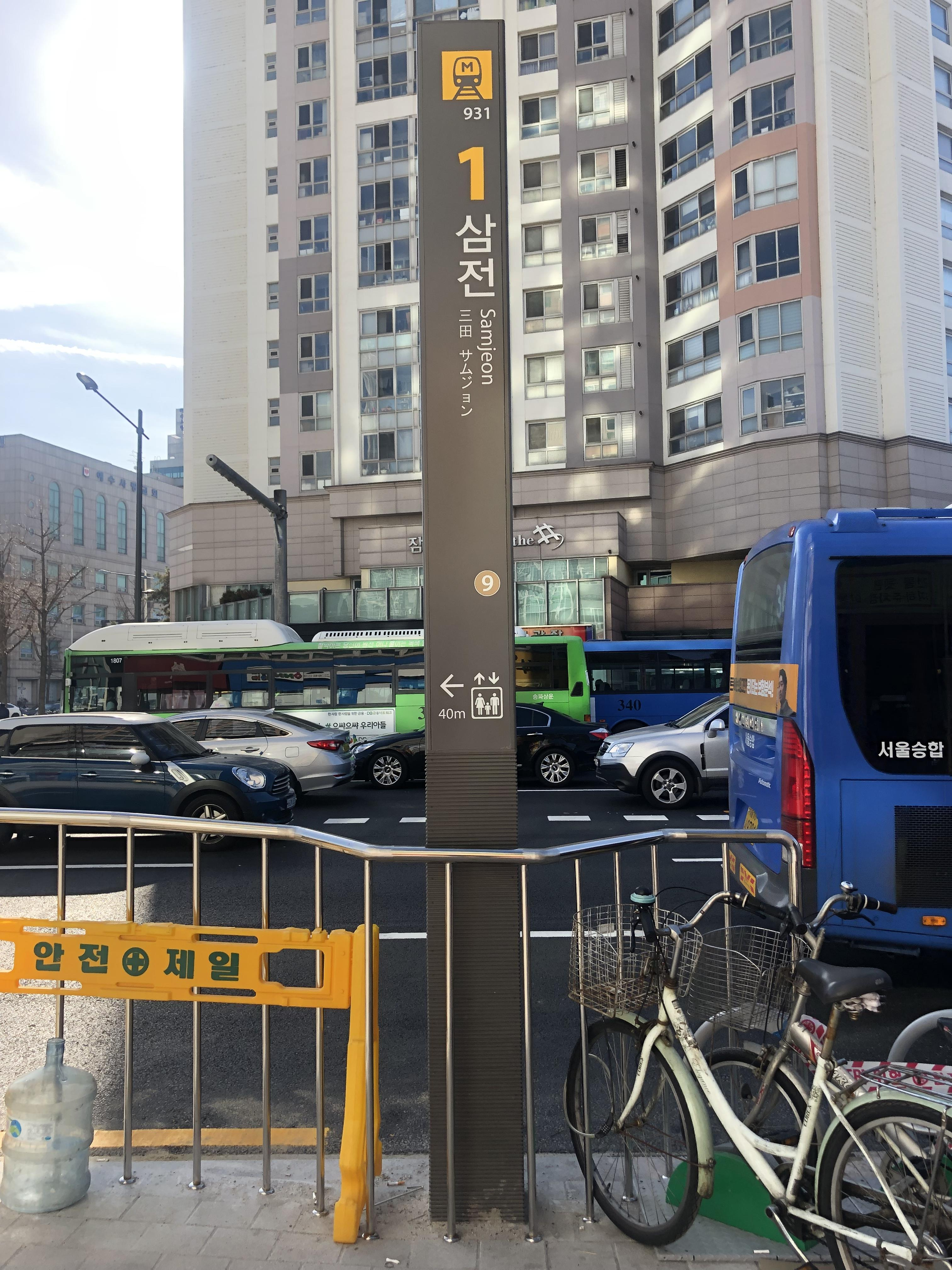
1번 출입구

## 인접한 역
| ● 서울 지하철 9호선      | ● 서울 지하철 9호선      | ● 서울 지하철 9호선            |
| ------------------------ | ------------------------ | ------------------------------ |
| 930 종합운동장 개화 방면 | ● 서울 지하철 9호선 일반 | 932 석촌고분 중앙보훈병원 방면 |